# Campylocheta tarsalis
Campylocheta tarsalis là một loài ruồi trong họ Tachinidae.